# Цистична фиброза црева
Цистична фиброза црева (ЦФЦ) или муковисцидоза црева је генетски поремећај који се наслеђује аутозомно рецесивно и највише ремети функцију црева Болест  доводи до честих запаљења црева а карактерише се абнормалним транспортом хлорида и натријума преко епитела, доводећи до појаве густог вискозног секрета.
Цистична фиброза се историјски сматрала плућном болешћу, али са повећањем животног века ових пацијената, гастроинтестиналне манифестације цистичне фиброзе постају све важније. Штавише, како је статус ухрањености уско повезан са плућном функцијом,  самим тим и цистична фиброза црева је директно повезана са укупним морталитетом.
Деценијама се сматрало да је цистична фиброза само болест детињства, с обзиром на низак животни век повезан са њом. Углавном због побољшања у исхрани, просечан животни век пацијената са цистичном фиброзом је сада већ у одраслој доби.

## Етиологија
Узрок цистичне фиброзе је тачкаста мутација на хромозому 7 у локусу q21-22. Описано је преко 1.000 мутација на овом месту. Најчешћа је δФ508 мутација, која се јавља у око 75% случајева. Последица ове мутације је дефект на протеину који регулише транспорт јона хлора кроз ћелијску мембрану. То је у ствари један канал за јоне хлора. Овај протеин је назван трансмембрански регулатор цистичне фиброзе (ТРЦФ). Међутим, дисфункција протеин-цистично фиброзног регулатора трансмембранске проводностиу гастроинтестиналном (ГИ) тракту се јавља раније у онтогенези и присутна је код свих пацијената, без обзира на генотип.
Због овог дефекта је секрет који продукују разне жлезде врло густ и лако доводи до запушења изводних канала ових жлезда нпр. панкреаса или знојних жлезда. Како знојне жлезде продукују секрет-зној који је врло богат јонима хлора, јер се хлор не ресорбује због дефекта хлоридних канала, то се мерењем концентрације хлора у зноју може дијагностиковати цистична фиброза.
Такође појава горе поменутих бактерија у респираторном систему је један од знакова ове болести.
Већина људи са цистичном фиброзом има ограничен животни век као последицу дисфункције протеин-цистично фиброзног регулатора трансмембранске проводности (енгл. CFTR). Иста патофизиолошка тријада опструкције, инфекције и упале која изазива болест у дисајним путевима такође узрокује болест у цревима.
Пошто хронична упала црева може бити покретач системске упале, превенција и контрола цревне упале представља обећавајућу стратегију у истраживањима.  

## Патофизиологија
Неуспех у исхрани код цистичне фиброзе је мултифакторски. Малапсорпција масти, протеина и витамина растворљивих у мастима је резултат недовољне производње ензима панкреаса, што може бити погоршано абнормалностима жучне соли у присуству истовремене болести јетре.
Са друге стране прогресивна плућна инфекција може довести до појачаног рада дисања, смањеног апетита и повећаних потреба за калоријама услед инфламаторног катаболизма. 
Други фактори који утичу на исхрану укључују шећерну болест повезан са цистичном фиброзом црева, измењену покретљивост гастроинтестиналног тракта и прекомерни раст бактерија у танком цреву.
Инсуфицијенција панкреаса доводи до малапсорпције и лошег варења хранљивих материја и витамина растворљивих у мастима. У ствари, цистична фиброза добија своје име од циста и фиброзе забележених у панкреасу пацијената са болешћу.
Тип генетске мутације која узрокује цистичну фиброзу одређује да ли је довољна очуваност панкреаса, иако је отприлике 85% пацијената  има инсуфицијенцију панкреаса у доби од 1 до 2 године. Лоше стање  панкреаса у окружењу цистичне фиброзе је фактор ризика за рекурентни панкреатитис, а рекурентни панкреатитис често може бити презентација за дијагнозу цистичне фиброзе.

## Клиничка слика
Манифестације цистичне фиброзе  у цревима су претежно секундарне због дисфункције трансмембранског регулатора протеина цистичне фиброзе (ЦФТР). ЦФТР ген се експримира у целом цревном тракту.  Последице ЦФТР дисфункције у цревним ткивима, укључују:
- акумулацију слузи,[10]

- поремећену покретљивост,

- прекомерни раст бактерија танког црева и

- упалу са измењеним урођеним имуним одговорима, који ће вероватно бити међусобно повезани.[11]

Први симптом ове болести могу  се јавити на самом рођењу, када је прва столица (меконијум), јако густа што може изазвати опструкцију цревне пасаже (илеус). Меконијум и илеус се јављају код око 10% оболелих од цистичне фиброзе.
У гастроинтестиналном тракту најчешће је оболео панкреас. У почетку је поремећена његова егзокрина функција, а касније и ендокрина, па се може јавити и шећерна болест.
Услед поремећене егзокрине функције јављају се проблеми са варењем у смислу масне столице, лоша ресорпција у цревима... Може се јавити и хепатитис, а касније и цироза јетре, која је прачена губитком тежине и заостојање у расту.

## Терапија

### Терапија заменом ензима панкреаса
Терапија заменом ензима панкреаса (ПЕРТ) и оптимизација недостатака у исхрани могу спречити застој у расту и побољшати друге исходе код пацијената са цистичном фиброзом црева, укључујући квалитет живота, отпорност на инфекције и хроничне болести плућа, што може довести до дужег животног века.
Панкреас је одговоран за лучење ензима који помажу у апсорпцији хранљивих материја, укључујући витамине растворљиве у мастима (витамини А, Д, Е и К). Да би се спречила ова малапсорпција, користи се ПЕРТ. Липаза је ензим одговоран за апсорпцију масти. ПЕРТ се заснива на дози липазе у додатку и дозира се на 500 до 2500 јединица липазе по килограму телесне тежине по оброку или мање од 10.000 јединица липазе по килограму телесне тежине дневно. Хронична примена ПЕРТ у превеликим дозама може довести до фиброзирајуће колопатије, коју карактерише илеоцекална упала са крварењем у доњем делу гастроинтестиналног тракта, болом у стомаку и опструктивним абдоминалним симптомима. 

### Симптоматска терапија
У погледу лечења гастроинтестиналних манифестација, важно је лечити симптоме ГЕРБ-а, посебно код пацијената са прогресивном болешћу плућа и оних који су подвргнути трансплантацији плућа. Важно је да употреба супресије киселине побољшава употребу ПЕРТ-а, пошто ензими панкреаса захтевају окружење богато бикарбонатима у нормалним физиолошким условима, што не постоји код цистичне фиброзе, где је поремећено лучење бикарбоната панкреаса.
Ако постоји блокада црева, пре оперативног захвата може се применити интравенска (ИВ) исхрану, која обезбеђује да беба прима хранљиве материје и течност преко специјалног катетера који се поставља у вену. Интравенска  терапија се може започети у болници и наставити код куће онолико дуго колико је потребно да црева поврате своју способност да апсорбују хранљиве материје.

### Исхрана
Према Фондацији за цистичну фиброзу, потребан је већи унос енергије за побољшање телесне тежине. Да би се постигао енергетски унос од 110% до 200% енергетског уноса здраве популације, Фондација за цистичну фиброзу препоручује висококалорични оброк са неограниченим садржајем масти.  
За пацијенте са цистичном фиброзом старости од 1 до 12 година, препоручује се интензивно саветовање о понашању и исхрани како би се подстакло повећање телесне тежине. 10 - 13 За децу са недостатком раста и одрасле који имају потешкоћа у одржавању повећања телесне тежине, препоручују се орални или ентерални додаци исхрани.
Поред тога, рутински се дају витамински суплементи растворљиви у мастима. 4 Витамини растворљиви у мастима А, Д, Е и К су суплементирани код све деце са цистичном фиброзом. Суплементи се почињу са постављањем дијагнозе, укључујући асимптоматску новорођенчад и ону без инсуфицијенције панкреаса. Стандардни суплементи имају тенденцију да прецењују витамин А и потцењују витамине Д и К. Ово може бити проблематично, на пример код пацијената са цистичном фиброзом који такође имају болест јетре која је повезана са цистичном фиброзом, јер токсичност витамина А може утицати на јетру. Штавише, ризик од токсичности витамина А може се променити, јер се количина и врста витамина А у формулацијама специфичним за цистичну фиброзу могу разликовати.
Недостатак витамина А је реткост осим у време постављања дијагнозе. Витамин А је неопходан за вид, експресију гена, раст и имунолошку функцију. Доступни облици витамина А укључују претходно формирани витамин А (ретинол, ретиноична киселина) и провитамин А (алфа-каротен, бета каротен). Нивои витамина А се прате преко серумског ретинола и протеина који везује ретинол. Токсичност витамина А је могућа код пацијената са цистичном фиброзом и обележена је губитком минерала костију и абнормалностима јетре.
Недостатак витамина Д је чест код цистичне фиброзе. Витамин Д помаже телу да користи калцијум добијен исхраном особе, а недостатак може довести до лоше минерализације костију. 14Витамин Д3 (холекалциферол) се налази у већини суплемената и у облику је који се производи у кожи сунчевом светлошћу. Фондација за цистичну фиброзу препоручује витамин Д3 у односу на витамин Д2 (ергокалциферол) јер је мала студија показала да је постигао бољи циљ 25-хидроксивитамин Д. Нивои се проверавају сваке године крајем зиме. Болест костију код пацијената са цистичном фиброзом је резултат смањене минералне густине, која се погоршава са годинама, тежином плућне болести и неухрањеношћу. Такође постоји повећање стопе прелома и кифозе код младих одраслих особа са цистичном фиброзом. Поред недостатка витамина Д, хронична употреба кортикостероида и смањена активност ношења тежине могу допринети болести костију.
Витамин Е је антиоксиданс, а његов недостатак може допринети упали и болести плућа код пацијената са цистичном фиброзом. Недостатак витамина Е доводи до одложених рефлекса истезања, церебеларне атаксије и периферне неуропатије. Неке студије су показале корелацију између статуса витамина Е, статуса полинезасићених масних киселина (ПУФА) и упале код цистичне фиброзе. Постоји осам различитих облика витамина Е, а најчешћи је алфа токоферил ацетат. Препоручени унос за пацијенте са цистичном фиброзом је 20 пута већи од опште препорученог уноса. Ниво витамина Е у серуму зависи од нивоа липида у серуму.
Недостатак витамина К је повезан са абнормалностима коагулације и болестима костију. Витамин К се налази у зеленом поврћу, а статус витамина К се прати протромбинским временом у серуму. Пошто су цревне бактерије извор витамина К, треба обезбедити суплементацију током курсева антибиотика, што је уобичајена појава код пацијената са цистичном фиброзом.
Есенцијалне масне киселине су дуголанчане ПУФА и укључују омега-3 и омега-6 масне киселине. Недостатак може допринети инфламаторном стању, укључујући љускави дерматитис, алопецију и застој у расту, и обично је чешћи код одојчади. Рутинска суплементација се тренутно не препоручује. Међутим, систематски преглед је показао да суплементација омега-3 масним киселинама побољшава неколико маркера болести плућа. Најчешћи поремећаји масних киселина код пацијената са цистичном фиброзом су недостаци линолеинске киселине и докозахексаенске киселине (ДХА). Студија која се бави суплементацијом ДХА код пацијената са цистичном фиброзом показала је побољшање инфламаторних маркера, али недоследно побољшање ФЕВ1.
Пацијенти са цистичном фиброзом склони су хипонатремијској дехидрацији у условима топлотног стреса који је последица губитка натријума знојем. Додатак натријум хлорида се може користити, посебно у топлим месецима или климатским условима и код одојчади.

#### Суплементи
Орални суплементи се користе код цистичне фиброзе, али су често мање ефикасни јер могу заменити обичну храну.   Студије су показале да суплементи калорија и протеина нису бољи од праћења и савета о исхрани здравствених радника и нутрициониста. Ентерална исхрана се генерално започиње преко гастростомске цеви за пацијенте са затајењем раста. Иако не постоје рандомизована, контролисана испитивања која би то подржала, сматра се да ентерална исхрана побољшава и одржава функцију плућа код пацијената са цистичном фиброзом. За малу децу користи се комбинација дневне хране, дневног оброка и ноћног континуираног храњења.

### Лечење цревних блокада
Затвор и цревне блокаде, које се називају меконијумски илеус код новорођенчади или дистални интестинални опструктивни синдром код старије деце, уобичајене су компликације код деце која имају цистичну фиброзу. Знаци меконијумског илеуса могу се појавити на пренаталном ултразвуку или се могу посумњати када новорођенче нема столицу.
Контрастни клистир
Да би потврдили да дете има меконијумски илеус, лекари могу да користе клистир који садржи посебан лаксативан раствор у комбинацији са контрастним средством, што може помоћи да се покаже било каква цревна блокада на ултразвуку. Пошто раствор увлачи воду у црева, често испире материјал који узрокује блокаду. Ако клистир отклони блокаду, није потребан додатни третман.
Операција за деблокаду црева
Ако  беба и даље има зачепљење црева након клистирања, хирурзи могу да изврше експлораторну хируршку процедуру за преглед црева.
Ако опструкција није оштетила цревно ткиво, хирург може да убаци катетер у црево да би га испрао физиолошким раствором или раствором лаксатива. Већина беба се опоравља од ове процедуре за један до два дана.
Ако је блокада оштетила зид црева, хирург ће можда морати да изврши операцију за уклањање дела црева. Понекад, хирург може одмах поново повезати здраве делове црева током исте процедуре. Ако је цреву потребно неколико недеља да се излечи, хирург ће можда морати да направи привремени отвор у стомаку, који се зове стома, тако да бебина црева могу нормално да функционише док се не изврши друга процедура за поновно повезивање црева и враћање црева у нормалу.

## Компликације
- респираторна инсуфицијенција
- хематоптизија
- пнеумоторакс
- шећерна болест
- цироза јетре